# Sargus jamesi
Sargus jamesi är en tvåvingeart som först beskrevs av Lindner 1966.  Sargus jamesi ingår i släktet Sargus och familjen vapenflugor.
Artens utbredningsområde är Kongo. Inga underarter finns listade i Catalogue of Life.